# Count Ossie
Count Ossie (Oswald Williams, 1926-1976) est l'un des premiers musiciens rastas.
Ce percussionniste du groupe « Mystic Revelation of Rastafari » représente un des symboles jamaïcains à travers le monde.
Avec Prince Buster, il fait partie des artistes qui ont mené à l'émergence du ska, ce qui est illustré dans le livre Bass Culture.

## Biographie
Né à Bito (près de Bull Bay, paroisse de Saint-Thomas) en mars 1926, il s'intéresse très vite à la musique et fait partie de la fanfare des scouts, dans laquelle il joue du tambour et du fifre. Au début des années 1940, sa mère décide de s'installer à Rockfort (quartier est de Kingston), où il passera son adolescence et entrera dans une autre fanfare de scouts, "The Saint Saviour Call Troop". Sa passion pour les tambours et les discussions rastas l'entraîne souvent à Salt Lane, à l'ouest de Kingston.
Vers la fin des années 1940, dans le camp de Salt Lane [réf. nécessaire], où se retrouve en plus de la communauté rasta, la communauté Burru, Count Ossie, initié par le maître tambour Brother Job, réfléchit à une musique qui pourrait être caractéristique du mouvement rastafari tout en s'inspirant de la musique des anciens Burrus qui frappaient sur des tambours au rythme de leur cœur [réf. nécessaire] et devient ainsi le fondateur de la véritable musique rasta : le Nyahbinghi.
Il crée en 1947 le groupe Mystic Revelation of Rastafari afin de faire perdurer la tradition. En 1951, il ouvre un camp rasta à l'est de Kingston, la communauté de Rennock Lodge où viennent jouer des centaines de musiciens de la Jamaïque parmi lesquels Tommy McCook, Don Drummond, Johnny "Dizzy" Moore, Roland Alphonso, Rico Rodriguez.
À partir de 1961, il participe, avec son groupe de cinq percussionnistes, The Warrickas, à de nombreuses sessions d'enregistrement de ska. Il est notamment crédité sur le célèbre (Oh) Carolina des Folkes Brothers (sous le nom de « Count Ossie Afro-Combo »). Il est récompensé au festival des arts de la Jamaïque en 1965 et 1966.
En 1966, il joue avec son groupe sur la piste d'atterrissage de l'aéroport de Kingston pour accueillir Hailé Sélassié à son arrivée en Jamaïque.
C'est en 1970 qu'il se rapproche des Mystics, le groupe de Cedric Brooks, pour quelques sessions. L'union des cuivres et de la basse jazz des Mystics alliés aux percussions aboutit à un résultat qui les satisfait et trouve un écho favorable qui leur permet ensuite de partir en tournée ensemble en Guyane, Amérique du Nord et Europe, avant d'enregistrer deux albums des Mystic Revelation of Rastafari.
Après avoir collaboré à de nombreux albums de reggae, Count Ossie meurt dans un accident de voiture le 18 octobre 1976.

## Discographie
- Grounation, 1973 (triple album vinyle, double CD)
- Tales Of Mozambic, 1975
- Remembering Count Ossie : A Rasta Reggae Legend, 1996